# جیسون کالینز

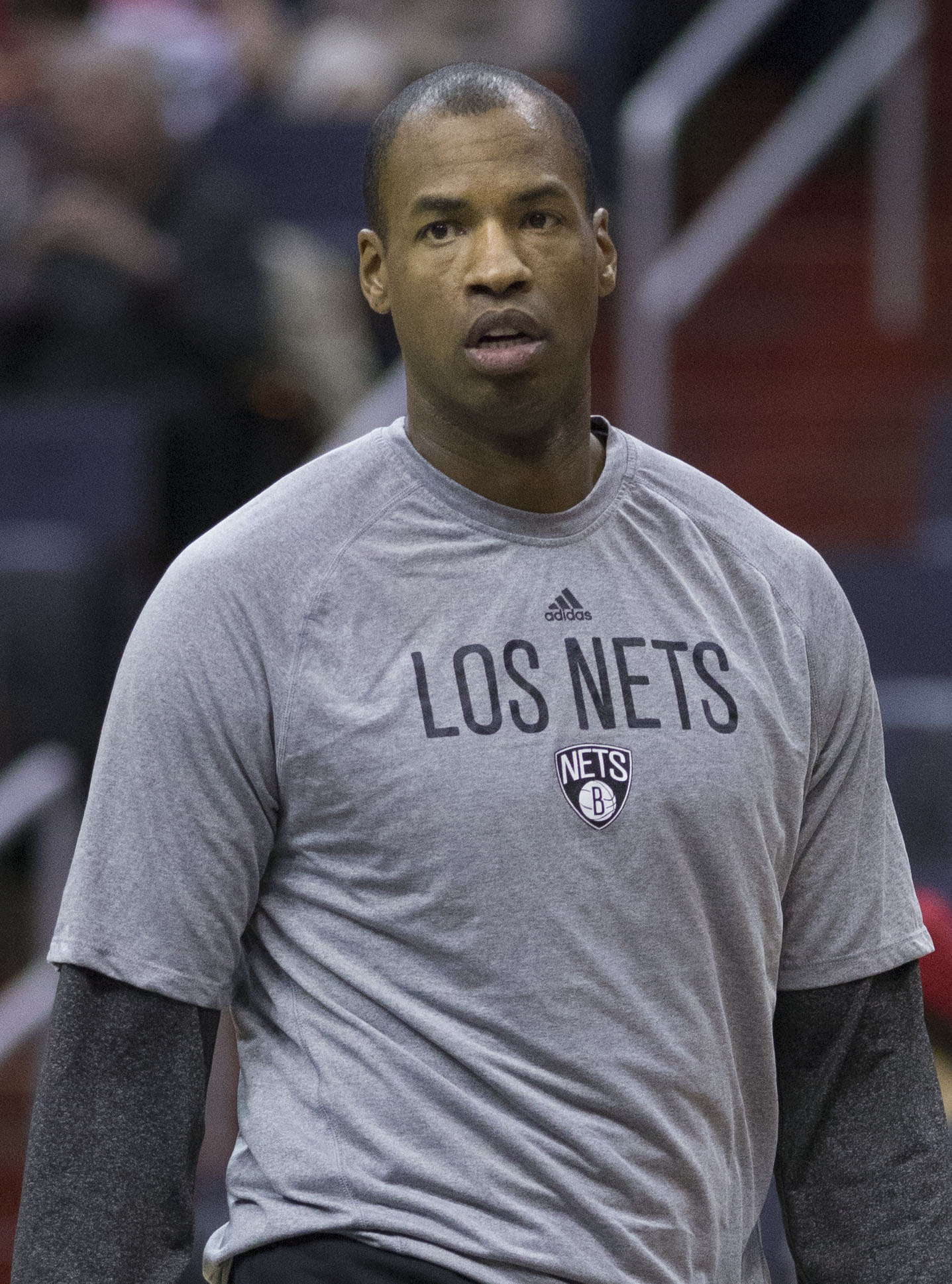
تصویر جیسون کالینز در سال ۲۰۱۴

جیسون پل کالینز (به انگلیسی: Jason Paul Collins) (متولد ۲ دسامبر ۱۹۷۸) بازیکن حرفه‌ای بسکتبال آمریکایی است که در تیم واشینگتن ویزاردز (از تیم‌های ان‌بی‌ای) در مرکز بازی می‌کند. وی از دانشگاه استنفورد فارغ‌التحصیل شده‌است.
در ۲۹ آوریل ۲۰۱۳ وی با آشکارسازی همجنس‌گرایی‌اش اولین بازیکن فعال در چهار لیگ بزرگ ورزشی آمریکا و کانادا که آشکارا همجنس‌گرا است.